# Mistrz Modlitewnika Drezdeńskiego
Mistrz Modlitewnika Drezdeńskiego (ur. ok. 1450, zm. krótko po 1520) – flamandzki malarz iluminator.
Swój przydomek zawdzięcza iluminacjom wykonanym około 1470 roku w Modlitewniku Drezdeńskim. Pierwsze kroki w zawodzie stawiał w Utrechcie, gdzie ukończył szkołę. Pod koniec 1460 roku przeniósł się do Brugii. Tam tworzył pod wpływem stylu Mistrza Antoniego Burgundzkiego; stworzył nowy typ rozbudowanych miniatur pejzażowych widoczny w cyklu kalendarzowym madryckich Godzinek Voustre Demeure czy właśnie w Modlitewniku Drezdeńskim i kilku innych kodeksach. Bardzo szybko założył własny warsztat. W 1488 roku przeniósł się do Tournai koło Amiens. Około roku 1495 powrócił do Brugii, gdzie pracował aż do śmierci, która nastąpiła po roku 1520.

## Twórczość
Pierwsze miniatury zidentyfikowane jako prace Mistrza Modlitewnika Drezdeńskiego pochodzą z czterotomowego Manuskryptu Gruuthuse zawierającego m.in. tekst Kronik (Chroniques) francuskiego duchownego i dziejopisa Jeana Froissarta, wykonanego dla Lodewijka van Gruuthuse wespół z Mistrzem Antoniego Burgundzkiego. Stworzył kilka prac na dworze książąt Burgundii. Wykonał niektóre iluminacje w manuskrypcie Livre des tournois przeznaczonym dla René I Andegaweńskiego (większość miniatur wykonał Barthélemy d’Eyck). Ilustrował też dwa rękopisy francuskiego tłumaczenia Factorum et dictorum memorabilium libri novem (Faits et dits mémorables des romains) Waleriusza Maksymusa: jednego wykonanego dla Jeana Grosa, sekretarza księcia, drugiego dla Jana Crabbe, opata klasztoru cystersów w Ter Duinen niedaleko Brugii.
Po śmierci Karola Śmiałego w 1477 roku zmuszony był do zmiany klienteli na mniej zamożną. Zilustrował wówczas kilka małych modlitewników. Rozpoczął współpracę z flamandzkimi iluminatorami: Simonem Marmionem, Willemem Vrelantem, Wiedeńskim Mistrzem Marii Burgundzkiej i Gerardem Davidem. Brał udział w dekoracji Brewiarza Izabeli Katolickiej wykonanego na zlecenie Maksymiliana I, lecz jego praca została przerwana z powodu powstania we Flandrii w latach 1487-1488. W kolejnych latach tworzył w Brugii, Tournai i Amiens, gdzie wykonywał iluminacje m.in. do Godzinek Spinola.        
Mistrz Modlitewnika Drezdeńskiego miał zdolność ukazywania z dużym humorem lub ironicznym przesłaniem scen z życia codziennego, zapełnionych postaciami o prostackich rysach twarzy, wręcz grubiańskich w wyrazie, czego przykładem są miniatury w Godzinkach Spinola. Jego prace są niezwykle barwne; wykorzystywał takie kolory jak jasny pomarańcz, zieleń morska, burgund, błękit królewski, rzadziej czerń, w różnych zaskakujących kombinacjach, co czyniło jego sztukę bardzo oryginalną.